# Joseph Hunter (homme politique canadien)
Pour les articles homonymes, voir Joseph Hunter et Hunter.
Joseph Hunter (7 mai 1839-8 avril 1935) est un homme politique canadien de la Colombie-Britannique. Il est député provincial indépendant de la circonscription britanno-colombienne de Cariboo de 1871 à 1875, de Comox de 1890 à 1898 et à nouveau de Cariboo de 1900 à 1903.

## Biographie
Né à Aberdeen en Écosse, Hunter étudie sur place à l'Université d'Aberdeen. Il s'établit ensuite à Victoria en 1864. En 1875, il travaille comme arpenteur pour le Canadien Pacifique. Employé par le gouvernement du Canada afin de faire une relevé de la frontière entre la Colombie-Britannique et l'Alaska aux abords du fleuve Stikine en 1875, il devient ingénieur en chef du Esquimalt and Nanaimo Railway (en) en 1883. Il est promu au poste de superintendant de cette compagnie en 1886.
Sa conjointe, Frances Ellen, est la fille de John Robson, premier ministre de la Colombie-Britannique de 1889 à 1892.